# بهیلو وال
بهیلو وال (به انگلیسی: Bhelowal) یک منطقهٔ مسکونی در پاکستان است که در پنجاب واقع شده‌است.